# Traverella
Traverella je rod hmyzu z čeledi Leptophlebiidae. Do tohoto rodu se řadí dvanáct druhů jepic. Jako první tento rod popsal Edmunds v roce 1948.

## Seznam druhů
Do tohoto rodu se řadí dvanáct druhů:
- Traverella albertana (McDunnough, 1931)
- Traverella bradleyi (Needham a Murphy, 1924)
- Traverella calingastensis (Domínguez, 1995)
- Traverella holzenthali (Lugo-Ortiz a McCafferty, 1996)
- Traverella lewisi (Allen, 1973)
- Traverella longifrons (Lugo-Ortiz a McCafferty, 1996)
- Traverella montium (Ulmer, 1943)
- Traverella presidiana (Traver, 1934)
- Traverella promifrons (Lugo-Ortiz a McCafferty, 1996)
- Traverella sallei (Navás, 1935)
- Traverella valdemari (Esben-Petersen, 1912)
- Traverella versicolor (Eaton, 1892)